# K-Lite Codec Pack
K-Lite Codec Pack là một bộ sưu tập các codec âm thanh và video cho Microsoft Windows cho phép hệ điều hành và phần mềm của phát các định dạng âm thanh và video khác nhau thường không được hệ điều hành hỗ trợ. K-Lite Codec Pack cũng bao gồm một số công cụ liên quan, bao gồm cả Media Player Classic Home Cinema (MPC-HC), Media Info Lite và Codec Tweak Tool.

## Phiên bản
K-Lite (Mega) Codec Pack có nhiều phiên bản khác nhau cho như cầu sử dụng khác nhau, tất cả đều miễn phí, sau đây là danh sách phiên bản.

### Basic
Phiên bản cơ sở để chơi các định dạng video phổ biến, kể cả AVI, MKV, MP4, OGM, and FLV.

### Standard
Phiên bản tiêu chuẩn, dùng để chơi hầu hết các định dạng video chung nhất, phiên bản này được thiết kế dành cho người dùng thông thường.

### Full
Phiên bản đầy đủ hỗ trợ hầu hết các định dạng audio và video. Nó cũng hỗ trợ encoding. Phiên bản này dành cho người dùng nâng cao và những người cần chỉnh sửa video, mã hóa video.

### Corporate
Phiên bản Corporate là phiên bản đặc biệt sử dụng cho môi trường corporate. Nó gần như phiên bản đầy đủ, trừ một vài mục, nhưng gần như là rất mạnh.

### Mega
Gói K-Lite Mega Codec Pack tập hợp K-Lite Codec Pack (Full) và Real Alternative. Trước đây nó chứa cả QuickTime Alternative..

### 64-bit
Gói 64-bit K-Lite Codec Pack để sử dụng với các trình chơi 64-bit trên các hệ thống windows 64-bit.
Sau phiên bản 10.0.0, các codec 64 bit được tích hợp vào các phiên bản thông thường. Trước phiên bản này, có một phiên bản 64 bit được thiết kế riêng cho các hệ điều hành 64 bit.

## Media Players
Hiện tại hầu hết các phiên bản (trừ Basic) đều chứa Media Player Classic (bản Homecinema hoặc "standard"). Trước đây một vài bản chứa BSPlayer.

## Các định dạng tệp hỗ trợ
K-Lite Codec Pack hỗ trợ các định dạng sau. Tùy thuộc vào phiên bản sử dụng mà sẽ hỗ trợ một số lượng định dạng hay tất cả định dạng.
- AVI (.avi.divx)
- MPEG-PS (.mpeg.mpg.m1v.m2v)
- MPEG-TS (.ts.m2ts)
- Matroska (.mkv.mka)
- MP4 (.mp4.m4v)
- Ogg (.ogm.ogg)
- DVD/VCD/XVCD (.vob.dat)
- Flash Video (.flv)
- QuickTime (.mov.hdmov)
- RealMedia (.rm.rmvb.ra.ram)
- 3GP (.3gp.3gpp.3g2.3gp2)
- MP3 (.mp3)
- MPEG-4 Audio (.m4a.aac)
- FLAC (.flac)
- MusePack (.mpc.mpp)
- WavPack (.wv)
- OptimFrog (.ofr.ofs)
- Monkey's Audio (.ape)
- True Audio (.tta)
- Apple Lossless Audio Codec (.alac)
- AC3/DTS (.ac3.dts)
- AMR (.amr)
- AMV (.amv)
- Trackers (.xm.s3m.it.mod.umx)

## Chú ý
Một vài spyware và viruses tự ngụy trang là K-Lite Codec Pack để nhử nạn nhân chạy phần mềm. Hãy tải xuống chương trình ở nguồn tin cậy.

## Tính hợp pháp
Theo RealNetworks, thì K-Lite (Mega) Codec Pack vi phạm các điều khoản bản quyền của họ. Trong khi các phiên bản khác nhau trước đây của K-Lite Codec Pack chứa một vài codecs thương mại không có hợp đồng, những codecs đó đã bị xóa khỏi gói.